# 1941 في الجزائر
الأحداث من عام 1941 في الجزائر.

## المواليد
- 7 مايو – ياسمينة دوار– ممثلة جزائرية
- 3 يوليو – اليمين زروال
- 24 نوفمبر – عبد القادر بن صالح